# Scopus (Datenbank)
Scopus ist eine vorwiegend kostenpflichtige Datenbank mit bibliographischen Angaben zu wissenschaftlicher Literatur. Sie erfasst vor allem Zeitschriften, Bücher, Konferenzbeiträge und Patente und erstellt dafür eine Zitations- und Abstractdatenbank. Scopus wird seit November 2004 von dem Wissenschaftsverlag Elsevier zur Verfügung gestellt.

## Umfang
Scopus umfasst nach eigenen Angaben die bibliographischen Angaben und Abstracts von über 75 Millionen Artikeln aus über 24.600 Titeln, darunter 23.500 Zeitschriften mit Begutachtung (Peer-Review). Scopus berücksichtigt Publikationen von mehr als 5.000 internationalen Verlagen und bildet 1,4 Milliarden Zitationen zwischen den Dokumenten ab. Im Jahr 2015 waren es noch 57 Millionen Artikel aus 21.000 Zeitschriften gewesen. Zusätzlich sind 9 Millionen Konferenzbeiträge (2017: 8 Millionen, 2015: 6,8 Millionen), 194.000 Bücher (2017: 150.000, 2015: 90.000) und 740 Buchserien (2017: 540, 2015: 521) sowie 39 Millionen Patente (2015: 27 Millionen) in der Datenbank auffindbar. Die Einträge umfassen dabei die Bereiche Naturwissenschaften, Technik, Medizin, Sozialwissenschaften und Kunst- und Geisteswissenschaften.

## Besonderheiten
Scopus ermöglicht Bibliothekaren eine direkte Einbindung von Links auf ihre Volltexte in Scopus. Damit können Institute einen direkten Zugriff auf ihr Bibliothekssystem ermöglichen. Als Kernaufgaben sind in Scopus mehrere Suchoptionen integriert. Zusätzlich können diverse Indizes abgerufen werden. Bezüglich der Zitationshäufigkeit von Wissenschaftlern wird der h-Index verwendet, für Publikationen der sogenannte CiteScore. Ein Downloadmanager ermöglicht den Zugriff auf Volltextartikel, ebenfalls sind Funktionen für das automatische Erstellen von Literaturverzeichnissen vorhanden.

## Verwendung
Scopus wird intensiv von Ökonomen und anderen Sozialwissenschaftlern in diversen Feldern verwendet. Dazu gehören der Innovationsökonomik und Bibliometrie, aber auch als Anwendungsfall für Maschinelles Lernen. Darüber hinaus nutzen Wissenschaftler aller Disziplinen die Datenbank zur Eigenmessung und zur Literatursuche.
Schlussendlich verwendet Elsevier die Datenbank, um diverse Kennzahlen für wissenschaftliche Fachzeitschriften und akademische Institutionen zu berechnen. Dazu gehören der CiteScore und der SCImago Journal Rank für Fachzeitschriften, und SCImago Institutions Rankings für Institutionen.

## Trivia
Das lateinische Wort scopus bedeutet auf Deutsch: Ziel.